# Ian Palmer
Ian Stanley Palmer (Johannesburg, 13 juli 1957) is een golfprofessional uit Zuid-Afrika. Palmer werd in 1981 professional en heeft een aantal jaren aan de Europese Tour, de Sunshine Tour en de Skins Tournaments deelgenomen. Hij heeft twee toernooien gewonnen op de Europese Tour en drie op de Sunshine Tour.

## Carrière
Palmer won zijn eerste toernooi op de Sunshine Tour in 1985, vier jaar nadat hij professional was geworden. Hij won dat jaar het PAN AM Wild Coast Sun Classic. Vier jaar later won hij op dezelfde tour de State Mines Open. Het laatste toernooi wat hij wist te winnen op de Sunshine tour was de Nissan Challenge; hij won deze in 1991.
Vanaf 1976 was het voor Zuid-Afrikanen niet meer mogelijk om op de Europese Tour te spelen, maar nadat er in 1990 een einde aan de apartheid kwam, werd de boycot opgeheven en kon Palmer in 1992 op de Europese Tour spelen. De eerste wedstrijd van 1992 was de Johnnie Walker Asian Classic in Bangkok. Hij won het evenement met een score van 268. Het jaar daarop won hij nogmaals een toernooi op de Europese Tour, dit keer het Jersey Open. Gedurende zijn carrière verdiende hij iets meer dan 500.000 euro op de Europese Tour in 137 toernooien.

## Gewonnen
Sunshine Tour
- 1985: PAN AM Wild Coast Sun Classic
- 1989: State Mines Open
- 1991: Nissan Challenge

Europese Tour
- 1992: Johnnie Walker Asian Classic
- 1993: Jersey European Airways Open